# Ernesto Pellegrini
Ernesto Pellegrini (Milánó, 1940. december 14. – 2025. május 31.) olasz üzletember, sportigazgató, az Inter 17. elnöke.

## Élete
Könyvelőként kezdte, majd főkönyvelő és élelmezési vezető volt egy vállalatnál. 1965-ben alapította a Pilgrimset, amely kereskedelemmel és az idegenforgalommal foglalkozik. Mainapig ő a cég elnöke, melynek 2005-ben 360 millió € volt a forgalma.
1984-ben vette át az Internazionalét Ivanoe Fraizzolitól. Elnöksége alatt nyerte meg a csapat a 13. scudettóját. 1989-ben egy olasz szuper kupát és 1991-ben, 1994-ben pedig egy-egy UEFA-kupát sikerült nyerni, de ezenkívül nem sikerült több nagy címet megszerezni, ami 11 év elnökség alatt nem nevezhető sikeresnek. Főleg ha az igazolásokra költött pénzt állítjuk szembe ezzel az érával. Például a német labdarúgás egyik aranykorának a játékosai közül többen is megfordultak az Internazionaléban: Rummenigge, Matthaeus, Klinsmann és Brehme, de említhetnénk több nagy nevet is rajtuk kívül. Nem szabad megfeledkeznünk Giovanni Trappatoniról, aki a 80-as években az olasz labdarúgás legsikeresebb edzője volt, akit szintén a csapathoz csábított, de vele sem sikerült Bajnokok Ligáját nyerni.
1995 februárjában adta át az elnökséget Massimo Morattinak.